# Clã Ikeda
O clã Ikeda (池田氏, Ikeda-shi) foi um clã do Japão que reivindicou descendência dos Seiwa Genji. No Período Edo, diversos ramos do clã foram famílias de daimyo, sobretudo no domínio de Tottori.